# 肱岡靖明
肱岡 靖明（ひじおか やすあき、1971年 - ）は日本の気象変動学者、国立環境研究所社会環境システム研究領域統合評価研究室主任研究員、学位は工学博士。専攻は環境システム工学。

## 学歴
東京大学大学院工学系研究科博士課程（都市工学専攻）修了。博士（工学）。

## 履歴
2001年より(独)国立環境研究所入室。環境省地球環境研究総合推進費「脱温暖化2050プロジェクト」や「温暖化影響総合予測プロジェクト」に参画した。

## 著作
- 『世界環境変動アトラス : 過去・現在・未来』Buma, Brian, 原書房 2022
- 『気候変動への「適応」を考える : 不確実な未来への備え』丸善出版 2021